# Grand Prix Formule 1 van Frankrijk 2022
De Grand Prix Formule 1 van Frankrijk 2022 werd verreden op 24 juli op het Circuit Paul Ricard bij Le Castellet. Het was de twaalfde race van het seizoen.

## Vrije trainingen

### Uitslagen
- Enkel de top vijf wordt weergegeven.

| Vrije training 1 | Pos. | Nr. | Coureur          | Constructeur         | Tijd     |
| ---------------- | ---- | --- | ---------------- | -------------------- | -------- |
| Vrije training 1 | 1    | 16  | Charles Leclerc  | Ferrari              | 1:33.930 |
| Vrije training 1 | 2    | 1   | Max Verstappen   | Red Bull Racing-RBPT | 1:34.021 |
| Vrije training 1 | 3    | 55  | Carlos Sainz jr. | Ferrari              | 1:34.268 |
| Vrije training 1 | 4    | 63  | George Russell   | Mercedes             | 1:34.881 |
| Vrije training 1 | 5    | 10  | Pierre Gasly     | AlphaTauri-RBPT      | 1:34.979 |
| Vrije training 2 | Pos. | Nr. | Coureur          | Constructeur         | Tijd     |
| Vrije training 2 | 1    | 55  | Carlos Sainz jr. | Ferrari              | 1:32.527 |
| Vrije training 2 | 2    | 16  | Charles Leclerc  | Ferrari              | 1:32.628 |
| Vrije training 2 | 3    | 1   | Max Verstappen   | Red Bull Racing-RBPT | 1:33.077 |
| Vrije training 2 | 4    | 63  | George Russell   | Mercedes             | 1:33.291 |
| Vrije training 2 | 5    | 44  | Lewis Hamilton   | Mercedes             | 1:33.517 |
| Vrije training 3 | Pos. | Nr. | Coureur          | Constructeur         | Tijd     |
| Vrije training 3 | 1    | 1   | Max Verstappen   | Red Bull Racing-RBPT | 1:32.272 |
| Vrije training 3 | 2    | 55  | Carlos Sainz jr. | Ferrari              | 1:32.626 |
| Vrije training 3 | 3    | 16  | Charles Leclerc  | Ferrari              | 1:32.909 |
| Vrije training 3 | 4    | 44  | Lewis Hamilton   | Mercedes             | 1:33.255 |
| Vrije training 3 | 5    | 11  | Sergio Pérez     | Red Bull Racing-RBPT | 1:33.293 |

Testcoureurs in vrije training 1:
 Nyck de Vries (Mercedes) reed in plaats van Lewis Hamilton. Hij reed een tijd van 1:35.426 en werd daarmee negende.

 Robert Kubica (Alfa Romeo-Ferrari) reed in plaats van Valtteri Bottas. Hij reed een tijd van 1:36.332 en werd daarmee negentiende.

## Kwalificatie
Charles Leclerc behaalde de zestiende pole position in zijn carrière.
| Pos.                                        | Nr. | Coureur          | Constructeur          | Kwalificatietijden | Kwalificatietijden | Kwalificatietijden | Grid  |
| Pos.                                        | Nr. | Coureur          | Constructeur          | Q1                 | Q2                 | Q3                 | Grid  |
| ------------------------------------------- | --- | ---------------- | --------------------- | ------------------ | ------------------ | ------------------ | ----- |
| 1                                           | 16  | Charles Leclerc  | Ferrari               | 1:31.727           | 1:31.216           | 1:30.872           | 1     |
| 2                                           | 1   | Max Verstappen   | Red Bull Racing-RBPT  | 1:31.891           | 1:31.990           | 1:31.176           | 2     |
| 3                                           | 11  | Sergio Pérez     | Red Bull Racing-RBPT  | 1:32.354           | 1:32.120           | 1:31.335           | 3     |
| 4                                           | 44  | Lewis Hamilton   | Mercedes              | 1:33.041           | 1:32.274           | 1:31.765           | 4     |
| 5                                           | 4   | Lando Norris     | McLaren-Mercedes      | 1:32.672           | 1:32.777           | 1:32.032           | 5     |
| 6                                           | 63  | George Russell   | Mercedes              | 1:33.109           | 1:32.633           | 1:32.131           | 6     |
| 7                                           | 14  | Fernando Alonso  | Alpine-Renault        | 1:32.819           | 1:32.631           | 1:32.552           | 7     |
| 8                                           | 22  | Yuki Tsunoda     | AlphaTauri-RBPT       | 1:33.394           | 1:32.836           | 1:32.780           | 8     |
| 9                                           | 55  | Carlos Sainz jr. | Ferrari               | 1:32.297           | 1:31.081           | Geen tijd          | 19 *1 |
| 10                                          | 20  | Kevin Magnussen  | Haas-Ferrari          | 1:32.756           | 1:32.649           | Geen tijd          | 20 *1 |
| 11                                          | 3   | Daniel Ricciardo | McLaren-Mercedes      | 1:33.404           | 1:32.922           |                    | 9     |
| 12                                          | 31  | Esteban Ocon     | Alpine-Renault        | 1:33.346           | 1:33.048           |                    | 10    |
| 13                                          | 77  | Valtteri Bottas  | Alfa Romeo-Ferrari    | 1:33.034           | 1:33.052           |                    | 11    |
| 14                                          | 5   | Sebastian Vettel | Aston Martin-Mercedes | 1:33.285           | 1:33.276           |                    | 12    |
| 15                                          | 23  | Alexander Albon  | Williams-Mercedes     | 1:33.423           | 1:33.307           |                    | 13    |
| 16                                          | 10  | Pierre Gasly     | AlphaTauri-RBPT       | 1:33.439 *2        |                    |                    | 14    |
| 17                                          | 18  | Lance Stroll     | Aston Martin-Mercedes | 1:33.439 *2        |                    |                    | 15    |
| 18                                          | 24  | Zhou Guanyu      | Alfa Romeo-Ferrari    | 1:33.674           |                    |                    | 16    |
| 19                                          | 47  | Mick Schumacher  | Haas-Ferrari          | 1:33.701           |                    |                    | 17    |
| 20                                          | 6   | Nicholas Latifi  | Williams-Mercedes     | 1:33.794           |                    |                    | 18    |
| Q1 107% tijd: 1:38.147 (Bron: formula1.com) |     |                  |                       |                    |                    |                    |       |

*1 Carlos Sainz jr. en Kevin Magnussen moesten achteraan starten vanwege het vervangen van hun Ferrari-motoren.

*2 Pierre Gasly en Lance Stroll reden dezelfde tijd tijdens de kwalificatie. Gasly startte echter voor Stroll omdat hij de tijd als eerste op de klokken zette.

## Wedstrijd
Max Verstappen behaalde de zevenentwintigste Grand Prix-overwinning in zijn carrière.

Lewis Hamilton eindigde de driehonderdste Grand Prix in zijn carrière als tweede en zijn teamgenoot George Russell completeerde het podium.
| Pos.               | Nr. | Coureur          | Constructeur          | Rondes | Tijd / Oorzaak Uitval  | Grid | Punten |
| ------------------ | --- | ---------------- | --------------------- | ------ | ---------------------- | ---- | ------ |
| 1                  | 1   | Max Verstappen   | Red Bull Racing-RBPT  | 53     | 1:30:02.112            | 2    | 25     |
| 2                  | 44  | Lewis Hamilton   | Mercedes              | 53     | +10.587                | 4    | 18     |
| 3                  | 63  | George Russell   | Mercedes              | 53     | +16.495                | 6    | 15     |
| 4                  | 11  | Sergio Pérez     | Red Bull Racing-RBPT  | 53     | +17.310                | 3    | 12     |
| 5                  | 55  | Carlos Sainz jr. | Ferrari               | 53     | +28.872                | 19   | 11S    |
| 6                  | 14  | Fernando Alonso  | Alpine-Renault        | 53     | +42.879                | 7    | 8      |
| 7                  | 4   | Lando Norris     | McLaren-Mercedes      | 53     | +52.026                | 5    | 6      |
| 8                  | 31  | Esteban Ocon     | Alpine-Renault        | 53     | +56.959                | 10   | 4      |
| 9                  | 3   | Daniel Ricciardo | McLaren-Mercedes      | 53     | +1:00.372              | 9    | 2      |
| 10                 | 18  | Lance Stroll     | Aston Martin-Mercedes | 53     | +1:02.549              | 15   | 1      |
| 11                 | 5   | Sebastian Vettel | Aston Martin-Mercedes | 53     | +1:04.494              | 12   |        |
| 12                 | 10  | Pierre Gasly     | AlphaTauri-RBPT       | 53     | +1:05.448              | 14   |        |
| 13                 | 23  | Alexander Albon  | Williams-Mercedes     | 53     | +1:08.565              | 13   |        |
| 14                 | 77  | Valtteri Bottas  | Alfa Romeo-Ferrari    | 53     | +1:16.666              | 11   |        |
| 15                 | 47  | Mick Schumacher  | Haas-Ferrari          | 53     | +1:20.394              | 17   |        |
| 16 †               | 24  | Zhou Guanyu      | Alfa Romeo-Ferrari    | 47     | Motor *1               | 16   |        |
| DNF                | 6   | Nicholas Latifi  | Williams-Mercedes     | 40     | Botsingschade          | 18   |        |
| DNF                | 20  | Kevin Magnussen  | Haas-Ferrari          | 37     | Botsingschade          | 20   |        |
| DNF                | 16  | Charles Leclerc  | Ferrari               | 17     | Spin                   | 1    |        |
| DNF                | 22  | Yuki Tsunoda     | AlphaTauri-RBPT       | 17     | Botsingschade vloer *2 | 8    |        |
| Bron: formula1.com |     |                  |                       |        |                        |      |        |

S Carlos Sainz jr. reed voor de derde keer in zijn carrière een snelste ronde en behaalde hiermee een extra punt.

*1 Zhou Guanyu kreeg een tijdstraf van vijf seconden voor het veroorzaken van een botsing met Mick Schumacher.

*2 Yuki Tsunoda viel uit door botsingschade veroorzaakt in ronde 1 door Esteban Ocon, die een tijdstraf van vijf seconden kreeg.

† Zhou Guanyu haalde de finish niet, maar heeft wel 90% van de race-afstand afgelegd, waardoor hij wel geklasseerd werd.

## Tussenstanden wereldkampioenschap
Betreft tussenstanden voor het wereldkampioenschap na afloop van de race.

### Coureurs
| Pos. | Nr. | Coureur          | Constructeur         | Punten |
| ---- | --- | ---------------- | -------------------- | ------ |
| 1    | 1   | Max Verstappen   | Red Bull Racing-RBPT | 233    |
| 2    | 16  | Charles Leclerc  | Ferrari              | 170    |
| 3    | 11  | Sergio Pérez     | Red Bull Racing-RBPT | 163    |
| 4    | 55  | Carlos Sainz jr. | Ferrari              | 144    |
| 5    | 63  | George Russell   | Mercedes             | 143    |
| 6    | 44  | Lewis Hamilton   | Mercedes             | 127    |
| 7    | 4   | Lando Norris     | McLaren-Mercedes     | 70     |
| 8    | 31  | Esteban Ocon     | Alpine-Renault       | 56     |
| 9    | 77  | Valtteri Bottas  | Alfa Romeo-Ferrari   | 46     |
| 10   | 14  | Fernando Alonso  | Alpine-Renault       | 37     |

### Constructeurs
| Pos. | Constructeur          | Punten |
| ---- | --------------------- | ------ |
| 1    | Red Bull Racing-RBPT  | 396    |
| 2    | Ferrari               | 314    |
| 3    | Mercedes              | 270    |
| 4    | Alpine-Renault        | 93     |
| 5    | McLaren-Mercedes      | 89     |
| 6    | Alfa Romeo-Ferrari    | 51     |
| 7    | Haas-Ferrari          | 34     |
| 8    | AlphaTauri-RBPT       | 27     |
| 9    | Aston Martin-Mercedes | 19     |
| 10   | Williams-Mercedes     | 3      |